# اووار
اووار (به فرانسوی: Auvare) یک کمون (فرانسه) در فرانسه است که در canton of Puget-Théniers واقع شده‌است. اووار ۱۸٫۲۷ کیلومتر مربع مساحت دارد ۱٬۱۰۰ متر بالاتر از سطح دریا واقع شده‌است.